# Muraixí
Muraixí (en rus: Мураши) és una ciutat de l'óblast de Kírov, a Rússia, segons el cens del 2021 tenia 5.700 habitants. És la capital del districte (raion) homònim. Es troba a 97 km al nord-oest de Kírov i a 788 km al nord-est de Moscou.

## Història
Muraixí fou fundada el 1895 durant la construcció de la via ferroviària de Viatka-Kotlas, que entrà en funcionament el 1899. Accedí a l'estatus d'assentament urbà el 1928 i al de ciutat el 1944.